# 강화 참성단
강화 참성단(江華 塹星壇)은 인천광역시 강화군 화도면 흥왕리, 마니산(摩尼山) 꼭대기에 있는 제단이다. 상고 시대 단군(檀君)이 쌓았다고 알려져 있으며, 1964년 7월 11일 대한민국의 사적 제136호로 지정되었다.

## 개요
자연석으로 기초를 둥글게 쌓아 올리고 그 위에 네모꼴의 단을 쌓았다. 면적은 5,593m2이며, 하단 원형 기단의 지름은 4.5m, 상단 방형(方形) 제단은 한 변 길이가 1.98m이다. 동서 방향에 21계단의 돌층계가 있으며, 돌과 돌 사이의 사춤에 아무 접착도 바르지 않았다. 총높이는 6m에 이른다.
《고려사》(高麗史) 지리지에 고려(高麗) 원종(元宗) 11년(1270년)에 수리했다는 기록이 있고, 이미 고려 시대 때부터 매년 봄과 가을에 대언(大言)을 보내 하늘의 별들에 초제(醮祭)를 지냈다. 조선 세종(世宗) 12년(1430년)부터는 2품 이상의 관원을 보내기 시작했다.
인조(仁祖) 17년(1639년)과 숙종(肅宗) 26년(1700년)에도 고쳐 쌓았다는 기록이 있으며, 동왕 42년(1716년) 강화유수 최석항(崔錫恒)이 참성단을 중수하고 참성단에 동쪽 봉우리에 이르는 중간에 세운 참성단 중수비가 남아 있다.
1946년 10월 26일부터 27일(음력 10월 3일) 정오에 걸쳐 대종교 총본사인 천진전에서 채화한 성화(聖火)를 강화도 참성단까지 옮기는 행사가 대종교 기념식으로써 거행되었고, 1956년부터 매년 전국체육대회의 성화를 채화하는 곳이 되었다.

## 참성단과 단군 신앙
고려, 조선 양 왕조에 걸쳐 국가는 참성단에서 도교식 제전행사인 초제(醮祭)를 거행했다. 《세종실록》지리지와 《동국여지승람》(東國與地勝覽) 강화도호부조에는 단군이 쌓은 제단이라는 전승을 전하고 있다. 조선 후기에는 단군에 대한 관심이 높아지면서 참성단을 단군 시대의 종교와 관련시켜 이해하는 경향이 나타났다. 예컨대 18세기 중엽의 국학자 이종휘는 참성단을 단군 시대의 종교인 신교의 제단으로 이해하고 참성단의 제사가 도교적 성신신앙과는 관련이 없음을 주장하며 그때까지 써오던 참성단(塹星壇)을 참성단(塹城壇)으로 바꿔 썼다.
참성단의 제단은 한민족만이 갖는 고유한 형태로 자연석들에 의지하여 둥글게 쌓은 하원단과 네모반듯하게 쌓은 상방단의 이중 구조로 구성되었는데 이러한 원방형 제단이 중국 요하 지역의 홍산문명 유적에서도 발견돼 유사성과 함께 문화의 관련성을 살펴볼 수 있다. 마니산에 참성단을 쌓아 하늘에 제사를 지내게 된 것은 강화의 생김새가 천하의 요새이기 때문이며, 강화도의 고유 지명인 마이(摩利) · 혈구(穴口) 등은 하늘과 인연이 깊다고 전해온다. 또 단군 개국신화(開國神話)의 등장인물인 우사(雨師)와 운사(雲師)도 마니산과 밀접한 관계가 있다고 전해지는데, 이들은 환웅의 권속이므로 단군이 참성단을 설치하여 하늘에 제사지낸 뜻을 짐작케 한다.
한말 일제강점기 단군을 숭배하는 대종교가 성립한 이후 강화도는 단군시대 정치중심지의 하나로 인식되고, 참성단의 네모난 상단과 둥근 하단은 각각 땅과 하늘을 상징하는 것으로 해석되었으며, 마니산은 음(땅)과 양(하늘)이 만나는 신성한 수중산(水中山)으로 이해되었고, 마니산 기슭에 단군사당이 건립되었다. 참성단을 민족성지로 서술한 기록으로는 김교헌(金敎獻)의 《신단실기》(神檀實記), 북애자(北崖子)의 《규원사화》(揆園史話), 대야발(大野勃)의 《단기고사》(檀奇古史), 그리고 《대종교중광육십년사》(大倧敎重光六十年史) 등이 있으나, 해당 저술들은 역사 기록으로써는 신뢰받지 못하고 있다.
8·15 광복 후 대종교의 영향을 받아 개천절이 제정되면서 이에 따라 참성단도 민족의 성지로 이해하는 전통이 그대로 이어졌다.

## 참고 문헌
- 《하늘에 새긴 우리역사》, 박창범 , 김영사, 2002년

## 같이 보기
- 강화도
- 홍산문명
- 강화 참성단 소사나무 - 천연기념물 제502호
- 참성단 중수비 - 인천광역시 문화재자료 제13호

## 참고 자료
- 강화 참성단 - 국가유산청 국가유산포털
- 이 문서에는 다음커뮤니케이션(현 카카오)에서 GFDL 또는 CC-SA 라이선스로 배포한 글로벌 세계대백과사전의 내용을 기초로 작성된 글이 포함되어 있습니다.
- 인천역사문화총서40, 《인천의 문화유산을 찾아서》, 인천광역시 역사자료관, 참성단, 31-32쪽